# Charmosyna diadema
Charmosyna diadema е вид птица от семейство Папагалови (Psittaculidae). Видът е критично застрашен от изчезване.

## Разпространение
Видът е разпространен в Нова Каледония.